# Fragmentations, Prayers and Interjections
Fragmentations, Prayers And Interjections, sous-titré The Orchestral Music of John Zorn, est un album de John Zorn qui comprend quatre œuvres issues de son catalogue de musique de concert. Il a été enregistré lors d'un concert donné le 25 septembre 2013 au théâtre Miller de l'Université Columbia, à New York, dans le cadre des célébrations du soixantième anniversaire du compositeur (Zorn@60). Orchestra Variations (1996) a été écrite pour le 100e anniversaire de l'Orchestre philharmonique de New York et est dédiée à Leonard Bernstein. La pièce Contes de Fées (1999), inspirée par Joseph Cornell, a été enregistrée une première fois pour l'album What Thou Wilt. Kol Nidre (1996) existe déjà en deux versions, pour quatuor à cordes et quatuor de clarinettes, sur l'album Cartoon S/M. Suppôts et Suppliciations (2012) est inspiré par Antonin Artaud et porte cette phrase en sous-titre : « Je ferai du con sans la mere un ame obscure, totale, obtuse et absolue. » L'Orchestre Arcana, composé d'environ 80 musiciens, a été formé pour l'occasion avec des chambristes new-yorkais choisis par John Zorn et David Fulmer

## Titres
| No | Titre                     | Durée |
| -- | ------------------------- | ----- |
| 1. | Orchestra Variations      | 5:20  |
| 2. | Contes de Fées            | 12:30 |
| 3. | Kol Nidre                 | 8:14  |
| 4. | Suppôts et Suppliciations | 20:13 |

## Personnel
- David Fulmer - chef d'orchestre
- Chris Otto - violon solo (Conte de Fées
- Arcana Orchestra